# Aiserey
Aiserey là một xã ở tỉnh Côte-d'Or trong vùng Bourgogne-Franche-Comté, phía đông nước Pháp. Khu vực này có độ cao từ 187-199 mét trên mực nước biển.
Thị trấn này toạ lạc bên kênh đào Bourgogne. Ở đây có nhà máy đường, có lễ hội đường ăn hàng năm. Xã cách Dijon 20 km.